# Cascades Della
Les cascades Della (anglès:Della Falls) és una cascada situada dins del parc provincial de Strathcona a l'illa de Vancouver, a la província canadenca de la Colúmbia Britànica. Amb una alçada total de 440 m, és la 16a cascada confirmada més alta del Canadà i la segona més alta de l'illa de Vancouver després de les cascades Kiwi al parc provincial del llac Schoen.

## Accés
L'única manera d'arribar a les cascades Della, que no sigui amb helicòpter, és travessant tot el Gran Llac Central amb vaixell; l'únic accés per carretera al llac es troba al costat oposat del parc Strathcona. Després de la travessia de 35 km, hi ha un moll que marca l'inici de Strathcona Park, i una zona d'acampada que es pot utilitzar com a campament base abans de provar els propers 15 km d'ascens a la base de les cascades Della. Hi ha altres zones d'acampada disponibles al llarg del camí i prop de la base de les cascades. L'excursió, una part de la qual segueix un antic ferrocarril forestal, dura unes set hores d'anada i és apta per a excursionistes de nivell intermedi.